# Rudolf IV. von Sulz

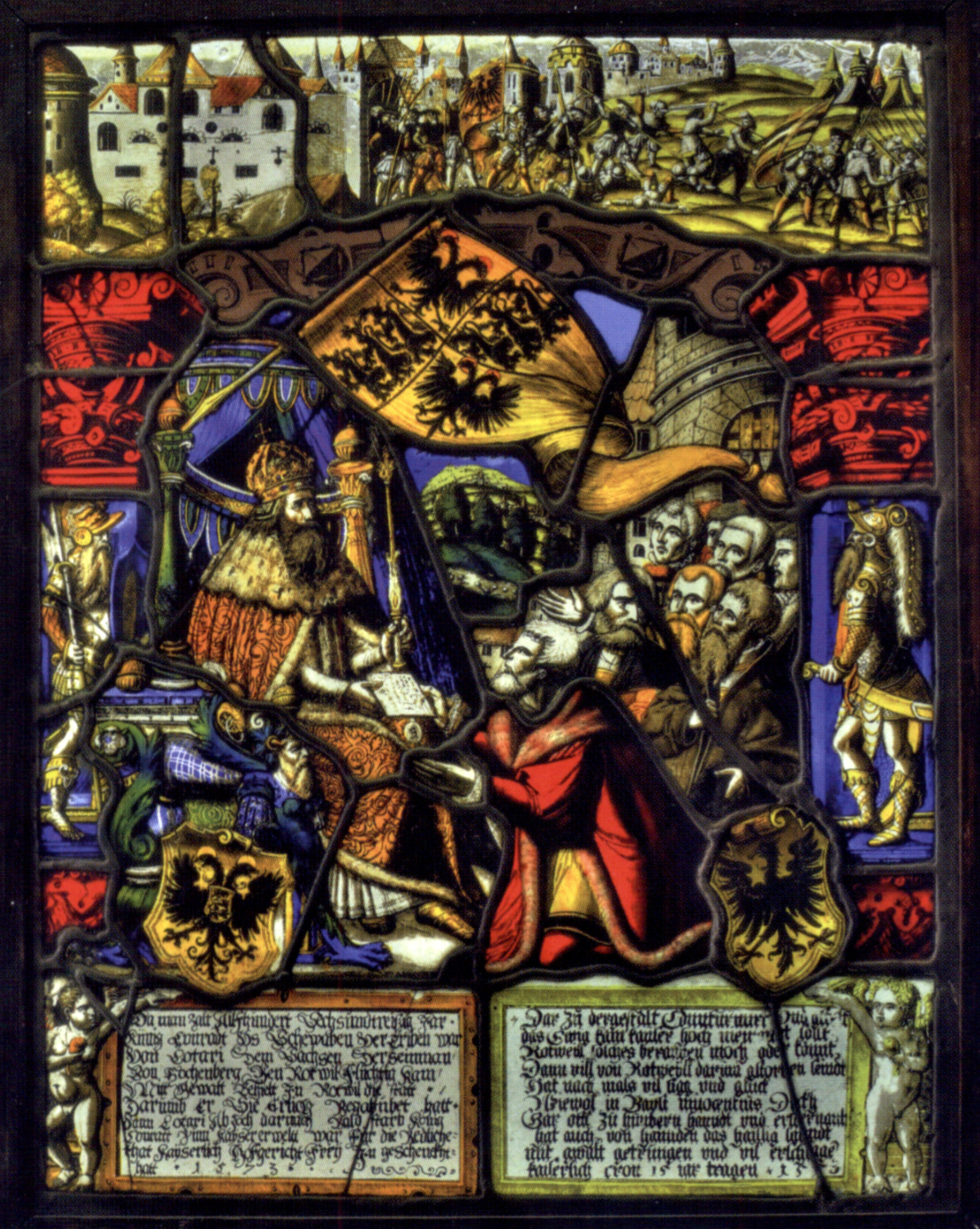
Rottweiler Hofgerichtsscheibe 1573, Stadtmuseum Rottweil

Rudolf IV. von Sulz (genannt „der Schuldenmacher“; * 13. Februar 1559 in Nagold; † 5. Mai 1620 in Tiengen) war 1583–1602 Landgraf im Klettgau, Herr von Vaduz und Blumenegg sowie Reichshofrichter zu Rottweil.

## Leben
Beim Tod des Vaters, Alwig von Sulz (1572) waren die Söhne noch minderjährig, so dass eine Vormundschaftsregierung mit dem Grafen Heinrich von Fürstenberg-Heiligenberg und dem Grafen von Helfenstein die Regierung bis 1583 übernahm.

### Die Erbteilung
1583 teilten sich die Brüder Rudolf und Karl Ludwig die sulzischen Besitzungen. Während Rudolf den Klettgau und die Herrschaft Blumenegg erhielt, fielen Vaduz und Schellenberg an Karl Ludwig.

### Die Finanzkrise
Rudolf übernahm bereits von seinem Vater eine bedeutende Schuldsumme, die er durch seine eigene Verschwendungssucht noch mehrte. Seine Gesamtschulden werden auf 315 000 Gulden beziffert, während die Einkünfte aus dem Klettgau nur auf ca. 15 000 Gulden pro Jahr geschätzt werden, so dass eine außerordentlich hohe Verschuldungsquote erreicht wurde. Die infolge der Türkenkriege deutlich gestiegenen Reichs- und Kreissteuern brachten Rudolf in enorme Schwierigkeiten. Zudem leiteten Gläubiger ein Verfahren vor dem Reichskammergericht ein. Rudolf versuchte in dieser Situation 1595 die Schulden seinen Untertanen aufzubürden.

### Die Herrschaftskrise
Die Untertanen wehrten sich gegen den Versuch ihnen die Schulden anzulasten. 16 Gemeinden traten 1595 in einen Steuerstreik. 1597 eskalierte die Auseinandersetzung zwischen Untertanen und Landgraf. Die Untertanen sandten eine Delegation in die eidgenössische Stadt Zürich mit der die Grafen von Sulz 1478 ein Burgrecht geschlossen hatten. Zürich – auch ein gewichtiger Gläubiger des Sulzers – versuchte zu vermitteln, was Rudolf jedoch als unerwünschte Einmischung auffasste. Er erwirkte am 15. September ein Mandat des Reichskammergerichts, das die Rebellen zum Gehorsam aufforderte – ohne Erfolg.
Im Hinblick auf eine befürchtete Intervention von Zürich setzte der Kaiser Rudolf II. eine Kommission und schließlich auch Verwalter (Rudolf von Helfenstein und Friedrich von Fürstenberg) für die Landgrafschaft ein. 1601 ermahnte der Kaiser die Stadt Zürich sich nicht weiter einzumischen. Aufgrund des völlig zerrütteten Verhältnisses zwischen Rudolf und seinen Untertanen und seiner nach wie vor prekären finanziellen Situation übergab er 1602 seinem Bruder Karl Ludwig das Amt des Landgrafen im Klettgau. Die Untertanen verweigerten dem neuen Landgrafen noch bis Frühjahr 1603 den Huldigungseid.

## Weitere Entwicklung – Würdigung
Das Haus von Sulz hat sich nie mehr von der durch Rudolf verursachten Finanzkrise erholt. Letztlich hat seine Verschwendungssucht den Verkauf großer Teile der Landgrafschaft, das Rafzerfeld und den Oberen Klettgau durch Johann Ludwig II. an Schaffhausen und Zürich in den Jahren 1651 und 1656 herbeigeführt, die damit auch vom Reich an die Eidgenossenschaft übergingen.
Der Erwerb auf friedliche Weise war jedoch bereits zuvor stückweise vorangetrieben worden, die strategisch wichtige Stadt Eglisau war seit 1462 im Besitz Zürichs und Rüdlingen wurde 1520 aus dem Besitz des Klosters Rheinau von Schaffhausen gekauft.

## Herkunft, Ehen und Nachkommen

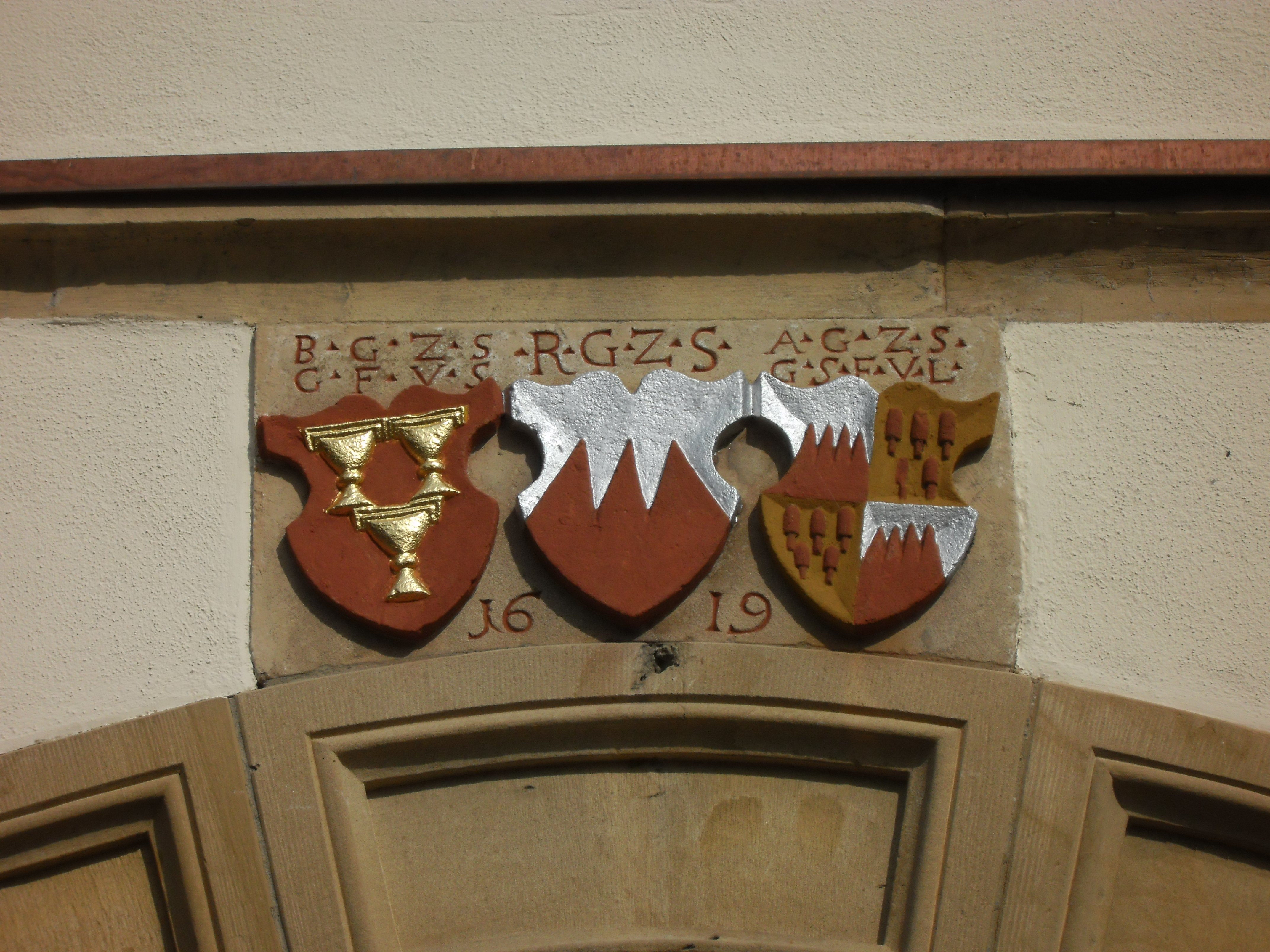
Schloss Tiengen, Torbogen mit den Wappen des Grafen Rudolf von Sulz (Mitte) und seiner Ehefrauen, Barbara von Staufen (links) und Agnes von Limpurg (rechts)

Rudolf IV. war ein Sohn von Alwig II. von Sulz († 1572) und der Barbara von Helfenstein. Er entstammte dem alten schwäbischen Adelsgeschlecht der Grafen von Sulz.
Rudolf war in erster Ehe mit Barbara von Staufen und in zweiter Ehe mit Agnes Schenkin Freiin von Limpurg verheiratet.
Aus erster Ehe ist eine Tochter bekannt:
- Maximiliana (* ca. 1584; † 1623) ⚭ Karl Ludwig Ernst von Sulz

Aus zweiter Ehe erreichten das Erwachsenenalter:
- Maria Elisabeth (* 1587; † 1651) ⚭ Georg Ludwig von Schwarzenberg
- Johannes (* 1590; † 1617)